# NCSM Transcona (J271)
Le NCSM Transcona (pennant number J271) (ou en anglais HMCS Transcona) est un dragueur de mines de la Classe Bangor lancé pour la Royal Canadian Navy (RCN) (Marine royale canadienne) et qui a servi pendant la Seconde Guerre mondiale.

## Conception
Le Transcona est commandé dans le cadre du programme de la classe Bangor de 1940-41 pour le chantier naval de Marine Industries Limited de Sorel au Québec au Canada. La pose de la quille est effectuée le 18 décembre 1940, le Transcona est lancé le 29 avril 1941 et mis en service le 25 novembre 1942.
Le Transcona est le dernier de la classe Bangor à s'engager dans la Marine royale canadienne.
La classe Bangor doit initialement être un modèle réduit de dragueur de mines de la classe Halcyon au service de la Royal Navy,. La propulsion de ces navires est assurée par 3 types de motorisation: moteur diesel, moteur à vapeur à pistons et turbine à vapeur. Cependant, en raison de la difficulté à se procurer des moteurs diesel, la version diesel a été réalisée en petit nombre.
Les dragueurs de mines de classe Bangor version canadienne déplacent 601 tonnes en charge normale. Ils ont une longueur totale de 49,4 mètres, une largeur de 8,5 mètres et un tirant d'eau de 2,51 mètres. Ce navire est propulsé par d'un moteur diesel B&W 9 cylindres entraînant deux arbres d'hélices. Le moteur développe une puissance de 2 000 chevaux-vapeur (1 500 kW) et atteint une vitesse maximale de 16 nœuds (30 km/h).
Leur manque de taille donne aux navires de cette classe de faibles capacités de manœuvre en mer, qui seraient même pires que celles des corvettes de la classe Flower. Les versions à moteur diesel sont considérées comme ayant de moins bonnes caractéristiques de maniabilité que les variantes à moteur alternatif à faible vitesse. Leur faible tirant d'eau les rend instables et leurs coques courtes ont tendance à enfourner la proue lorsqu'ils sont utilisés en mer de face.
Les navires transportent 66 t de gazole.
Les navires de la classe Bangor sont également considérés comme exiguës pour les membres d'équipage, entassant 6 officiers et 77 matelots dans un navire initialement prévu pour un total de 40.

## Histoire

### Seconde Guerre mondiale
Après sa mise en service à Sorel le 25 novembre 1942, le Transcona escorte le NCSM Provider jusqu'à Halifax en Nouvelle-Écosse et reste au chantier naval du 22 décembre 1942 au 6 mars 1943 en raison de défauts de moteur. Une fois ceux-ci réparés, le dragueur de mines effectue ses travaux et est affecté à la Western Local Escort Force (WLEF) (Force d'escorte locale de l'Ouest) en avril. En juin, les escortes de la WLEF sont divisées en groupes et le Transcona est placé dans le groupe d'escorte W-2.
Il reste avec cette unité jusqu'en mai 1944, date à laquelle le dragueur de mines est transféré à la Halifax Force, une force d'escorte locale basée à Halifax, en Nouvelle-Écosse. Le 23 décembre, avec son navire-jumeau (sister ship) Clayoquot et la frégate Kirkland Lake, le Transcona quitte Halifax pour un pré-convoi d'escorte sous-marine dans le chenal balayé près du bateau-phare Sambro. Alors que le convoi se forme, le sous-marin allemand (U-Boot) U-806 tire une torpille qui touché le Clayoquot, coulant le dragueur de mines. Le Transcona largu' quatre flotteurs Carley pour les survivants alors qu'il cherche le sous-marin. Dix minutes après le naufrage du Clayoquot, une torpille explose près du Transcona. Le sous-marin n'est pas retrouvé et la corvette Fennel recueille les survivants.
De février à mai 1945, le Transcona est en carénage à Lunenburg, en Nouvelle-Écosse. Il reste avec cette unité jusqu'en juin, après quoi le navire est déployé sur diverses tâches locales jusqu'à son déclassement. Le Transcona est désarmé le 31 juillet 1945 à Sydney, en Nouvelle-Écosse et mis en sommeil.

### Après-guerre
Le 1er septembre 1945, le Transcona est transféré à la division maritime de la Gendarmerie royale du Canada (GRC) (en anglais : Royal Canadian Mounted Police Marine Division) et renommé NCSM French.
Le navire reste en service à Halifax jusqu'en 1960. Puis il est remis à la Crown Assets Corporation, vendu à la casse le 2 février 1961 et démoli à LaHave, en Nouvelle-Écosse, plus tard dans l'année,.

### Honneurs de bataille
- Atlantic 1943–45

### Participation auxconvois
Le Transcona a navigué avec les convois suivants au cours de sa carrière:
1. Convoi BX 139
2. Convoi BX 143
3. Convoi HX 234
4. Convoi HX 239
5. Convoi HX 240
6. Convoi HX 245
7. Convoi HX 247
8. Convoi HX 261
9. Convoi HX 267
10. Convoi HX 282
11. Convoi HX 284
12. Convoi HX 292
13. Convoi HX 309
14. Convoi ON 178
15. Convoi ON 179
16. Convoi ON 186
17. Convoi ON 187
18. Convoi ON 190
19. Convoi ON 206
20. Convoi ON 208
21. Convoi ON 224
22. Convoi ON 227
23. Convoi ON 235
24. Convoi ON 277
25. Convoi ONS 13
26. Convoi ONS 15
27. Convoi ONS 32
28. Convoi ONS 35
29. Convoi SC 137
30. Convoi SC 139
31. Convoi SC 156
32. Convoi XB 66
33. Convoi XB 70
34. Convoi XB 139
35. Convoi XB 143

### Commandement
- Lieutenant (Lt.) Harry Bush Tindale (RCNVR) du 25 novembre 1942 au 17 janvier 1944
- A/Lieutenant Commander (A/Lt.Cdr.) Albert Elliott Gough (RCNVR) du 18 janvier 1944 au 6 avril 1945
- Lieutenant (Lt.) John Newby Fraser (RCNVR) du 3 mai 1945 au 18 août 1945
- Skipper/Lieutenant (Skpr/Lt.) Harris Vernon Mossma (RCNR) du 19 mai 1945 au 12 juin 1945

Notes:
RCNR: Royal Canadian Naval Reserve
RCNVR: Royal Canadian Naval Volunteer Reserve 